# Rives de l'Yon
Rives de l'Yon is een gemeente in het Franse departement Vendée (regio Pays de la Loire). De plaats maakt deel uit van het arrondissement La Roche-sur-Yon. Rives de l'Yon is op 1 januari 2016 ontstaan door de fusie van de gemeenten Chaillé-sous-les-Ormeaux en Saint-Florent-des-Bois.